# بریتنی دانیل
 بریتنی آن دانیل (به انگلیسی: Brittany Ann Daniel) (زاده ۱۷ مارس ۱۹۷۶) بازیگر سینما و تلویزیون آمریکایی است. وی خواهر دوقلوی سینتیا دانیل است. از جمله فیلم‌های که او در آن بازی کرده است می‌توان به جو دِرْت و دختران سفید اشاره کرد.